# Вуичи
Вуичи (серб. Вујићи) — русский дворянский род сербского происхождения.
Предки их были сербские дворяне, выехавшие в середине XVIII века в Россию. Род Вуичей разделился на несколько ветвей, внесённых во II и III части родословной книги Вологодской, Екатеринославской, Санкт-Петербургской, Рязанской, Харьковской и Херсонской губерний.
Одна из ветвей рода в 1776 году получила графское Российской империи достоинство.

## Известные представители
- - Афанасий (XVIII—XIX века)
    - Вуич, Василий Афанасьевич (1777—1836) — полковник, герой войн против Наполеона, командующий С. Е. И. В. Конвоем.
      - Вуич, Иван Васильевич (1813—1884) — генерал-майор, профессор Николаевской академии Генерального штаба.
        - Вуич, Эммануил Иванович (1849—1930) — действительный статский советник, директор Департамента полиции.
        - Пален, Мария Ивановна (Вуич; 1850 — после 1918) — художница.
        - Вуич, Николай Иванович (1863—1917) — помощник управляющего делами Комитета министров, сенатор, гофмейстер.
        - Вуич, Георгий Иванович (1867—1957) — ротмистр, управляющий Петербургской конторой Императорских театров.
        - Вуич, Александр Иванович (1868—1929) — действительный статский советник, камергер.

    - Вуич, Иван Афанасьевич (1785—1821) — полковник, герой войн против Наполеона.

  - Егор (Георгий; 1765 — 1830-е)
    - Вуич, Николай Егорович (1814—1850) — поэт.

- Вуич, Николай Васильевич (1765—1836) — генерал-лейтенант, герой войн против Наполеона.